# Nihonogomphus thomassoni
Nihonogomphus thomassoni là loài chuồn chuồn trong họ Gomphidae. Loài này được Kirby mô tả khoa học đầu tiên năm 1900.